# Solstaden
Solstaden är en skönlitterär roman av Tove Jansson, hennes tredje vuxenbok, men den första romanen.
Boken utkom 1974 och skildrar gamla människor på ett pensionat för åldringar i USA. Boken blev en rejäl scenförändring vad gäller Janssons skildringar: från den finska skärgården till Florida i USA. Boken trycktes i stor upplaga (56000 exemplar), men väckte ett blandat mottagande bland recensenterna. 
Även denna bok hade börjat i novellform, precis som Bildhuggarens dotter, men växte till en roman.